# Coupe de France masculine de handball 1977-1978
Navigation
Coupe de France 1975-1976 Coupe de France 1984-1985
La coupe de France de handball masculin 1977-1978 est la 3e édition de la compétition.
En finale, la Stella Saint-Maur, également champion de France, bat 16 à 15 le ES Saint-Martin-d'Hères qui évolue en Nationale 2.

## Résultats

### Premier tour
Les résultats du premier tour sont :
- USAM Nîmes bat HBC Albi 27-16
- ASEA Toulouse bat Montpellier UC 28-21
- Ol. Antibes Juan-les-Pins HB bat CMS Marignane 26-13
- AS Caluire bat AS Monaco 32-20
- ES Saint-Martin-d'Hères bat USCR Marseille 22-13
- UO Tassin-la-Demi-Lune bat AS Bâtiment Nice 23-22
- MJC Annecy bat FHB Fontaines-sur-Saône 28-15
- US St-Egrève bat HBC l'Arbresle 23-22
- Thonon AC bat HBC Villeurbanne 29-21
- ASPTT Dijon bat Rhodia Club Péage Roussillon 31-25
- Poitiers EC bat ASPTT Limoges 21-14
- US Saintes CC bat CA Béglais 20-16
- Stade Pessacais UC bat HBC Yonnais 14-13
- Stade niortais bat St-Nazaire OS 22-11
- AG Montbard bat ES Montgeron 19-14
- SE Beaune bat FC Sochaux 20-18
- US Altkirch bat AL Luxeuil 26-18
- ASPTT Bar-le-Duc bat FC Mulhouse 23-18
- SMEC Metz bat FCJ Robertsau 23-22
- ES Yutz bat ASPTT Strasbourg (forfait)
- SC Sélestat bat ESS Dieulouard HB 19-17
- PL Troyes bat AS Clamecy 25-10
- ASI Avenir Durstel bat ACS Herserange 21-19
- USB Longwy bat ASG Louvroil 25-20
- AS Police Paris bat AS Damvillers 21-19
- Villemomble Sports bat US Dunkerque 22-19

Remarque : l'équipe évoluant à domicile n'est pas connue.

### Deuxième tour
Les résultats du deuxième tour sont :
- ASEA Toulouse bat Stade Pessacais UC 23-18
- USAM Nîmes bat Ol. Antibes Juan-les-Pins HB (forfait)
- ES Saint-Martin-d'Hères bat SE Beaune 21-19
- MJC Annecy bat AG Montbard 16-14
- US Saint-Égrève bat AS Caluire 31-21
- UO Tassin-la-Demi-Lune bat ASPTT Dijon 17-15
- Thonon AC bat USCV Les Laumes 35-20
- ES Stains bat US Saintes CC 25-17
- CPB Rennes bat Bobigny AC 25-18
- AS Asnières bat USB Longwy 29-14
- Poitiers EC bat ES Colombes 16-10
- SS Voltaire bat Neuilly-Plaisance Sports 26-20
- PL Troyes bat AS Poissy 23-20
- CSM Livry-Gargan bat Stade niortais 29-23
- COM Argenteuil bat ASPTT Bar-le-Duc 22-19
- ASI Avenir Durstel bat CA L'Haÿ-les-Roses 22-21
- US Melun bat SC Sélestat 25-19
- ES Montgeron bat Massy AS 21-19
- APAS Paris bat Villemomble Sports 21-16

Remarque : l'équipe évoluant à domicile n'est pas connue.

### Seizièmes de finale
Les résultats ne sont pas connus.

### Huitièmes de finale
Les résultats ne sont pas connus.

### Quarts de finale
Les résultats ne sont pas connus mais la Stella Saint-Maur a battu l'USM Gagny :

### Demi-finales
Les résultats ne sont pas connus mais la Stella Saint-Maur a battu l'APAS Paris.

### Finale
En finale, la Stella Saint-Maur, également champion de France, bat l'ES Saint-Martin-d'Hères qui évolue en Nationale 2, :
- Stella Saint-Maur bat ES Saint-Martin-d'Hères 16-15 (7-6) 
  - Stella : Gérard Roussel 6 dont 1 pen., Jean-Paul Martinet 5, Bouteillier 2, Gaudrin 2, Jean-Louis Legrand 1 pen.
  - Saint-Martin-d'Hères : Philippe Monneron 8 dont 4 pen, Thierry Meyer 3, Pierre Roussel 2, Lebrun 1, Robert 1.